# Bruinwangalcippe
De bruinwangalcippe (Alcippe poioicephala) is een zangvogel uit de familie Alcippeidae.

## Verspreiding en leefgebied
Deze soort komt wijdverspreid voor van India tot Indochina en telt acht ondersoorten:
- A. p. poioicephala: westelijk India.
- A. p. brucei: centraal en zuidelijk India.
- A. p. fusca: oostelijk Bangladesh, noordoostelijk India en noordelijk Myanmar.
- A. p. phayrei: zuidwestelijk Myanmar.
- A. p. haringtoniae: oostelijk Myanmar en noordwestelijk Thailand.
- A. p. alearis: van zuidelijk China en noordelijk Thailand tot noordelijk Indochina.
- A. p. karenni: zuidelijk Myanmar en westelijk Thailand.
- A. p. davisoni: noordelijk Maleisië, Mergui-archipel (nabij zuidwestelijk Myanmar).

## Status
De grootte van de populatie is niet gekwantificeerd maar de soort wordt omschreven als algemeen of plaatselijk algemeen. Op de Rode lijst van de IUCN heeft deze soort de status niet bedreigd.